# Hardcore Superstar
Hardcore Superstar ist eine schwedische Hardrock- und Sleazerock-Band aus Göteborg. Sie wurde 1997 gegründet und hatte seitdem in Schweden zahlreiche Hitsingles.

## Bandgeschichte
Kurz nach ihrer Gründung im Herbst 1997 bekam sie ihren ersten Plattenvertrag bei Gain Records, die das Debütalbum It’s Only Rock’n’Roll, vorerst nur auf dem schwedischen Markt, veröffentlichten.
Dieses Debüt öffnete der Band die Türen beim Label Music For Nations, wo sie einen Vertrag für ihr internationales Debüt Bad Sneakers and a Piña Colada (Der Titel stammt von einem Lied von Steely Dan, aus deren Album „Katy Lied“). Nachdem das Video zu Liberation für einen schwedischen Grammis nominiert wurde, brach die Gruppe zu ihrer ersten Europa- und Japantournee auf. Im Jahr 2005 veröffentlichten Hardcore Superstar ihr gleichnamiges Album Hardcore Superstar und erhielten ein sehr großes Medienecho. Weltweite Tourneen folgten.

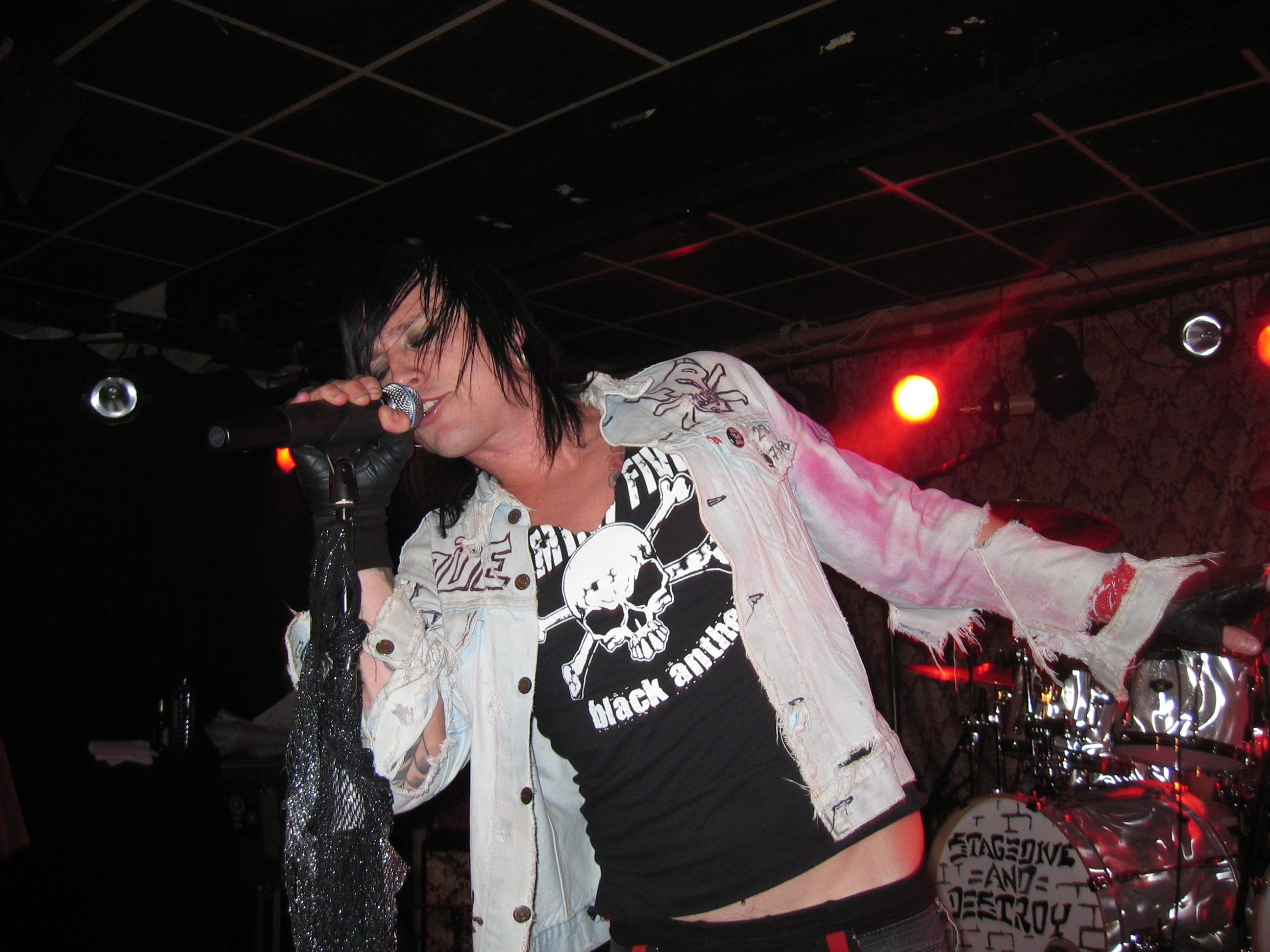
Hardcore Superstar in Ahlen (2006)

2007 folgte das nächste sehr erfolgreiche Album unter dem Titel Dreaming in a Casket, welches den Erfolgstrend der Band fortsetzte. Hardcore Superstar gehörten damit erneut zum Kreis der Grammis-Nominierten. Unter anderem spielte die Truppe dann Support-Konzerte für Motörhead. Mit ihren letzten beiden Alben leitete die Band eine Richtung ein, die ihr nach dem als durchwachsen betrachteten Album „No Regrets“ eher wenige Menschen zugetraut hätten. Der Klang wurde erheblich härter und die Texte geradliniger.
Gegen Ende Januar 2008 verließ der Gitarrist Thomas Silver die Band, wurde aber durch Vic Zino ersetzt. Anfang Juni 2009 veröffentlichten Hardcore Superstar ihr nunmehr siebtes Studioalbum „Beg for It“, diesmal unter dem deutschen Label Nuclear Blast. Die vorab erschienene gleichnamige Single errang in Schweden Goldstatus.
Im Februar 2024 verkündete die Band auf Facebook den Ausstieg von Magnus "Adde" Andreasson, welcher neue Herausforderungen verfolgen will. Er wird zwischenzeitlich durch Johan Reivén für anstehende Auftritte ersetzt. 

## Stil

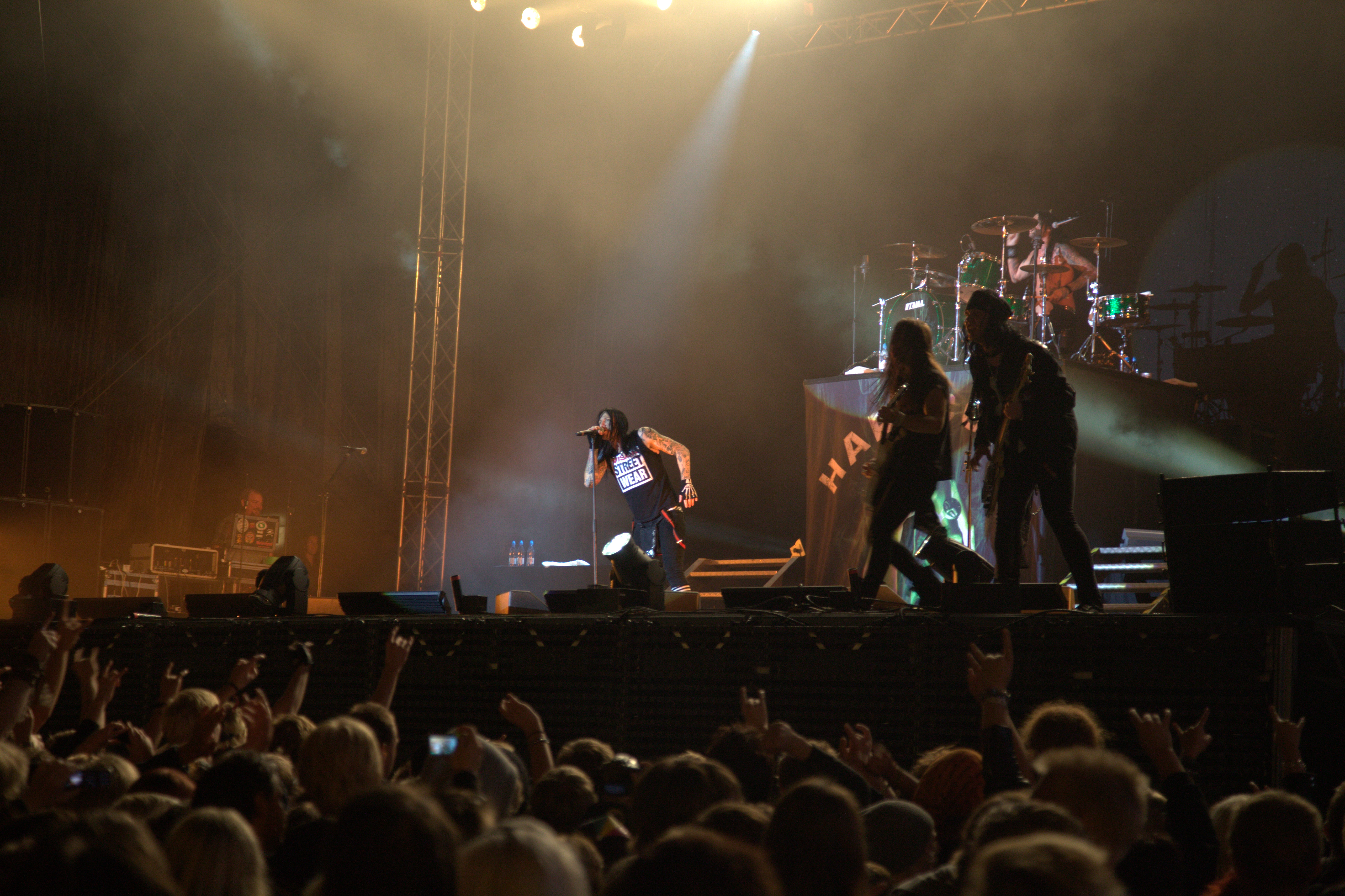
Hardcore Superstar in Göteborg (2010)

Obwohl Hardcore Superstar hauptsächlich Sleazerock spielt, variiert ihr Stil von Album zu Album. So veröffentlichten sie auch immer wieder Cover-Lieder von klassischen Hardrock-Bands wie The Who, Hanoi Rocks, Alice Cooper, INXS oder The Troublemakers.

## Diskografie

### Alben
| Jahr | Titel                                   | Höchstplatzierung, Gesamtwochen, AuszeichnungChartsChartplatzierungen (Jahr, Titel, Platzierungen, Wochen, Auszeichnungen, Anmerkungen) | Anmerkungen                                        |
| Jahr | Titel                                   | SE | Anmerkungen                                        |
| ---- | --------------------------------------- | --- | -------------------------------------------------- |
| 1997 | It’s Only Rock’n’Roll                   | — |                                                    |
| 2000 | Bad Sneakers and a Piña Colada          | SE7 (9 Wo.)SE | Erstveröffentlichung: 17. April 2000               |
| 2001 | Thank You (for Letting Us Be Ourselves) | SE21 (3 Wo.)SE | Erstveröffentlichung: 29. September 2001           |
| 2003 | No Regrets                              | SE21 (2 Wo.)SE | Erstveröffentlichung: 23. März 2003                |
| 2005 | Hardcore Superstar                      | SE12 (8 Wo.)SE | Erstveröffentlichung: 21. April 2005               |
| 2007 | Dreamin’ in a Casket                    | SE7 (8 Wo.)SE | Erstveröffentlichung: 7. November 2007             |
| 2009 | Beg for It                              | SE4 (4 Wo.)SE | Erstveröffentlichung: 3. Juni 2009                 |
| 2010 | Split Your Lip                          | SE5 (3 Wo.)SE | Erstveröffentlichung: 24. November 2010            |
| 2011 | The Party Ain’t Over ’Til We Say So     | SE5 (2 Wo.)SE | Erstveröffentlichung: 28. Oktober 2011 Kompilation |
| 2013 | C’mon Take on Me                        | SE3 (6 Wo.)SE | Erstveröffentlichung: 27. Februar 2013             |
| 2015 | HCSS                                    | SE5 (1 Wo.)SE | Erstveröffentlichung: 15. April 2015               |
| 2018 | You Can’t Kill My Rock ’n Roll          | SE20 (2 Wo.)SE | Erstveröffentlichung: 19. September 2018           |
| 2022 | Abrakadabra                             | SE33 (1 Wo.)SE | Erstveröffentlichung: 25. März 2022                |

### Singles
| Jahr | Titel Album                                   | Höchstplatzierung, Gesamtwochen, AuszeichnungChartsChartplatzierungen (Jahr, Titel, Album, Platzierungen, Wochen, Auszeichnungen, Anmerkungen) | Anmerkungen                         |
| Jahr | Titel Album                                   | SE | Anmerkungen                         |
| ---- | --------------------------------------------- | --- | ----------------------------------- |
| 1999 | Someone Special It’s Only Rock’n’Roll         | SE13 (9 Wo.)SE |                                     |
| 2000 | Liberation Bad Sneakers and a Piña Colada     | SE22 (10 Wo.)SE |                                     |
| 2001 | Staden Goteborg –                             | SE25 (7 Wo.)SE | mit Lok                             |
| 2001 | Shame Thank You (for Letting Us Be Ourselves) | SE38 (6 Wo.)SE |                                     |
| 2003 | Honey Tongue No Regrets                       | SE5 (11 Wo.)SE |                                     |
| 2003 | Still I’m Glad No Regrets                     | SE13 (3 Wo.)SE |                                     |
| 2005 | Wild Boys Hardcore Superstar                  | SE11 (4 Wo.)SE |                                     |
| 2007 | Bastards –                                    | SE4 Gold · (6 Wo.)SE |                                     |
| 2009 | Beg for It                                    | SE5 Gold · (2 Wo.)SE | Erstveröffentlichung: 2. April 2009 |

Weitere Singles
- 1998: Hello/Goodbye
- 2002: Mother’s Love
- 2005: We Don’t Celebrate Sundays
- 2006: My Good Reputation
- 2007: Bag on Your Head
- 2010: Moonshine
- 2013: Above the Law
- 2013: One More Minute
- 2014: Glue
- 2015: Don’t Mean Shit
- 2015: Touch the Sky
- 2017: Have Mercy on Me
- 2018: Bring the House Down
- 2021: Dreams in Red